# استئصال عصبي
استئصال العصب أو قطع العصب أو الإستئصال العصبي (بالإنجليزية: Neuroectomy)‏ هو أحد أنواع إحصار العصب ويتضمن فصل أو إزالة العصب.
قد تُنفذ هذه الجراحة في حالاتٍ نادرة من الألم المزمن الشديد الذي لم ينفع معه علاجٌ آخر، ولحالاتٍ أخرى مثل الوخز اللاإرادي والخجل الزائد أو التعرق.
مخدر موضعي عصبي بسيط في البداية غالبًا ما ينجز قبل غستئصال العصب الفعلي، للتحقق من الفعالية وللكشف عن الأثار الجانبية، ويكون المريض تحت التخدير العام خلال عملية الإستئصال التي يجريها أما جراح الأعصاب أو جراح التجميل.

## الإجراءات

### إستئصال العصب تحت المجهر
يجرى عادة لتقليل الألم الشديد وتشنجات الحيض في أسفل البطن. يصعب علاج الألم في هذه المنطقة باستخدام علاج لا يتضمن الغرز أو الثقب.انتباذ بطانة الرحم هو السبب الأكثر شيوعاً لهذا الألم الشديد.
و إن أحد الحلول التي يوصي الأطباء عن طريق الخطأ كعلاج هو استئصال الرحم، أو إزالة الرحم. ومع ذلك، فإن هذا غالباً لا يخفف من آلام التهاب بطانة الرحم لأن المرض يترك آثار على أعضاء أخرى مثل المثانة، أو الأمعاء، أو جدران الحوض الجانبية، ويمكن أن تزدهر على إمدادها بالهرمونات. إجراء آخر هو استئصال عصبي مجهري. هذا هو الإجراء الذي يقطع الأعصاب المتجهة نحو أو حول الرحم.
الألم الموجود على جانبي البطن السفلي (ولكن ليس في خط الوسط) ينبغي ألا يعالج باستئصال العصب. فقط الأفراد الذين يعانون من الألم الذي لم يتعافى باستخدام دواء لاستيرويدي مضاد للالتهاب يجب أن يأخذوا بعين الاعتبار هذا الإجراء. وقد وضعت تقنيات لهذا الإجراء ليتم تنفيذها بالمنظار

## الاستخدام مع الأحصنة
كما ويستخدم استئصال العصب في الطب الفرسي، في المقام الأول لحالات العرج المستمر والتي لا تكون مستجيبة لأشكال أخرى من العلاج. هو الأكثر شيوعاً للحيوانات التي تعاني من متلازمة العظم الزورقي والتهاب الرباط المعطل.